# Associazione nazionale critici musicali
Associazione nazionale critici musicali (en català: L'Associació de Crítics de Música Nacional) va ser fundada el 1986 i consta d'un centenar de musicòlegs, periodistes i crítics musicals dels principals diaris nacionals.
Des de la temporada 1980-1981 l'associació confereix el Premio Franco Abbiati della Critica Musicale Italiana: el seu paper actiu en el món de la crítica musical està emergint gràcies a la concessió del prestigiós premi, també a través de cartes obertes i l'organització de conferències.
L'adjudicació del Premi Abbiati es decidia per debat en sessió plenària d'una reunió; avui té lloc després que el treball d'un petit comitè escollit pels membres, que proporcionen les primeres designacions d'artistes de la reflexió dels membres del jurat. El Consell directiu està integrat per: Andrea Abroad (vicepresident), Carlos Fiore (secretari), Gian Paolo Minardi (Gazzetta di Parma), Paul Petazzi (L'Unità), Alessandro Cammarano (Opera click), Gianluigi Mattietti.
L'associació és un projecte finançat pels accionistes; la seva direcció ha estat a càrrec de Duilio Courir (1987-1993) i Leonardo Pinzauti (1993-1996). Des de 1997, el president és Angelo Foletto (La Repubblica).